# Frédéric Sacco
Frédéric Sacco (né le 22 août 1961 à Cambrai) est un athlète français, spécialiste des épreuves combinées.

## Biographie
Il est sacré champion de France du décathlon en 1984 et champion de France en salle du pentathlon en 1986.